# 氰化硝酰
氰化硝酰是一种含能化合物，化学式为NCNO2，理论研究认为它是三硝基三嗪合成的可能前体。

## 合成
氰化硝酰最初于2014年通过氟硼酸硝酰和二甲基叔丁基氰硅烷在−30 °C反应得到，副产物为二甲基叔丁基氟硅烷和三氟化硼。
NO
2BF
4 + tBuMe
2SiCN  →  NCNO
2 + tBuMe
2SiF + BF
3
这一反应的转化率只有50%，硅源过量时转化率骤降。